# Pré-história de Taiwan

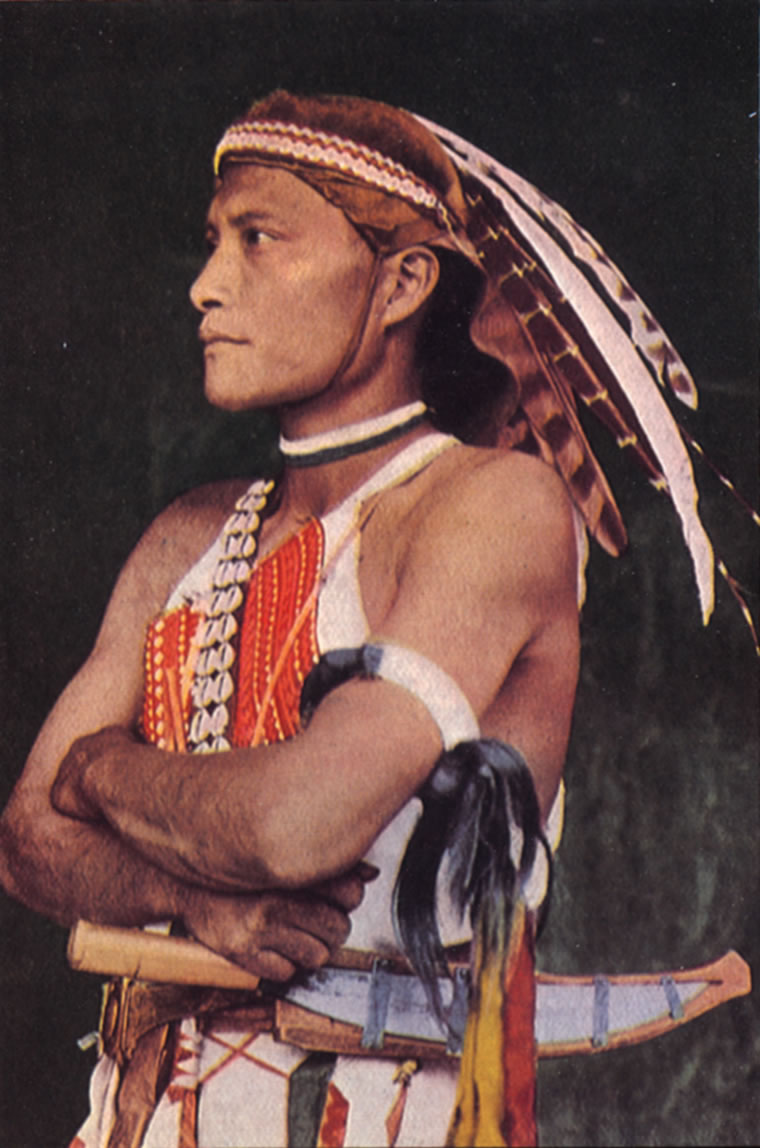
Um jovem Tsou

A Pré-história de Taiwan, se define como o período antes da chegada da Companhia Holandesa das Índias Orientais em 1624, é definido a partir de achados arqueológicos em toda a ilha. Os primeiros indícios de ocupação humana é de cerca de 20.000 a 30.000 anos atrás, quando o Estreito de Taiwan foi exposto pelos níveis do mar mais baixo, formando uma ponte de terra. Cerca de 5.000 anos atrás, os agricultores da China continental estabeleceram-se na ilha. Acredita-se que essas pessoas são tenham sido falantes de línguas austronésias, que dispersa a partir de Taiwan através das ilhas dos oceanos Pacífico e Índico. Os atuais Aborígenes de Taiwan acreditam serem descendentes desse povo.

## Contexto geográfico

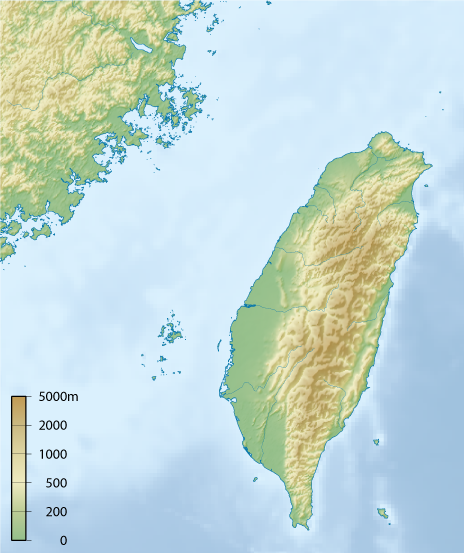
Taiwan está separada do continente pelo raso Estreito de Taiwan.

A ilha de Taiwan foi formada cerca de 4 a 5 milhões de anos atrás em um complexo de limite convergente entre o continental da placa eurasiática e o platô oceânico das Filipinas. O limite continua sul do Arco vulcânico de Luzon, uma cadeia de ilhas entre Taiwan e a ilha filipina de Luzon, incluindo a Ilha Verde e a Ilha da orquídea. Da parte norte da ilha a leste continuação da fronteira é marcada pela cadeia de ilhas vulcânicas de Ryukyu
A ilha é separada da costa de Fujian a oeste pelo Estreito de Taiwan, que é de 130 quilômetros de de largura em seu ponto mais estreito. As ilhas mais importantes do Estreito são as Ilhas Pescadores a 45 km da costa sudoeste de Taiwan e 140 km do continente. Parte da plataforma continental, o Estreito não é mais do que 100 m de profundidade, e tornou-se uma ponte de terra durante a período glacial s.
Taiwan é um grande bloco localizado em uma Falha geológica, com uma robusta montanha longitudinal com dois terço do seu território voltada para o leste. Neles, encontram-se centenas de picos com altitudes superiores a 3.000 m (9.843 pés). O lado ocidental da ilha desce até férteis planícies costeiras. A ilha fica no Trópico de Câncer, e tem um clima subtropical.
A vegetação original variou de floresta tropical nas terras baixas e  floresta temperadas, floresta boreal e plantas alpinas conforme aumenta a altitude.

## Período paleolítico
Durante o período de glaciação do Pleistoceno Superior, o nível do mar na área, era de cerca de 140 metros mais baixo do que nos dias de hoje. Como resultado, o chão do Estreito de Taiwan foi exposto como uma grande ponte de terra que foi atravessado pela fauna do continente até o início do Holoceno 10.000 anos atrás. 
Em 1972, os fósseis fragmentádos de Homo sapiens sapiens modernos foram encontrados em Chouqu e Gangzilin, no distrito de Zuozhen, esses fósseis foram expostos devido a erosão do rio Cailiao. Apesar de alguns dos fragmentos serem descritos como bem mais recentes, três fragmentos cranianos e um dente molar foram datados como entre 20.000 e 30.000 anos de idade. A descoberta foi apelidado de Homem de Zuozhen".
Os mais antigos artefatos conhecidos são ferramentaS compostas por pedras lascadas da Cultura Changbin, encontrado em grutas na costa sudeste da ilha. Os locais são datadas de 15.000 a 5.000 anos atrás, e semelhante aos sítios contemporâneos em Fujian. O principal local de Baxiandong (八仙洞), em Changbin, Taitung foi escavado pela primeira vez em 1968. A mesma cultura foi encontrado em sítios de Eluanbi na ponta sul de Taiwan, persistindo até 5.000 anos atrás. As primeiras camadas apresentam ferramentas de pedra de grande porte, e sugerem um estilo de vida de caça e coleta. Mais tarde, algumas camadas apresentaram ferramentas de pedra pequenoa de quartzo, bem como ferramentas feitas de osso, chifre e casca, o que sugere uma mudança para pesca intensiva e coleta de mariscos.
A distinta Cultura Wangxing foi descoberta em Miaoli, no noroeste de Taiwan em 1980. O conjunto é composto de ferramentas de pedras, tornando-se menores e mais padronizada ao longo do tempo, indicando uma mudança de coleta para caça.

## Neolítico

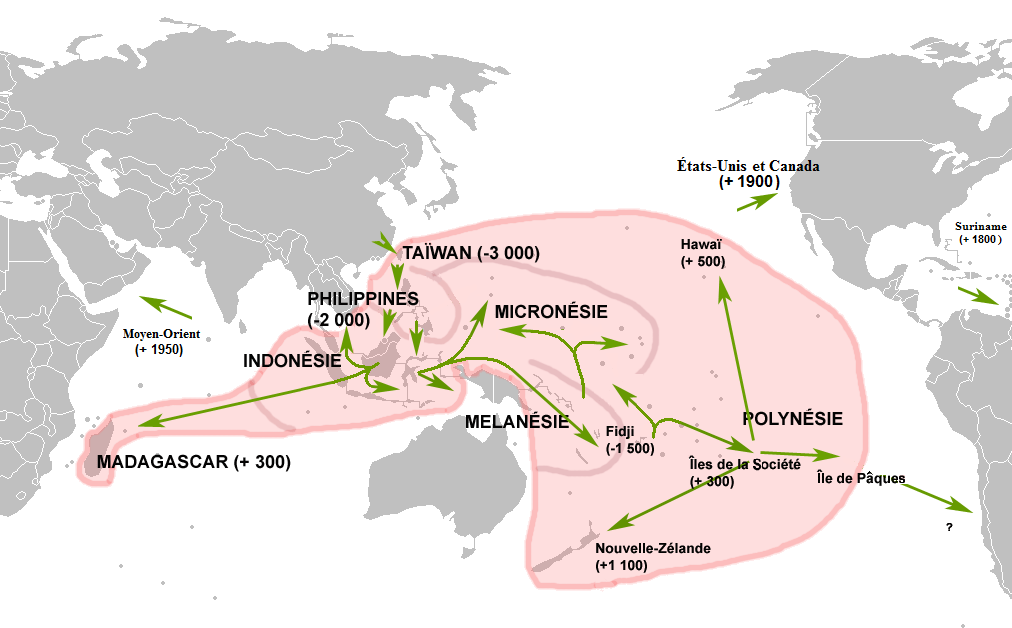
Expansão de línguas e culturas austronésias arqueológicos associadas

Entre 4000 e 3000 aC, a cultura Dapenkeng (em homenagem a um sítio localizado no condado de Taibei) apareceu de repente e rapidamente espalhou-se ao redor da costa da ilha, bem como Penghu. Sítios Dapenkeng são relativamente homogêneos, caracterizados pela cerâmica marcadas com marcas de cabo, seixos, pedra polida e pontos finos de ardósia esverdeada. Os habitantes cultivavam arroz e milho, e engajavam na caça, mas também foram fortemente dependentes de conchas e peixes marinhos.
Muitos estudiosos acreditam que essa cultura não é derivada dos Changbinian, mas foi trazida através do Estreito pelos antepassados dos atuais aborígines de Taiwan, falando línguas austronésias.
Nenhuma cultura ancestral no continente foi identificado, mas uma série de características comuns sugerem contatos em curso.

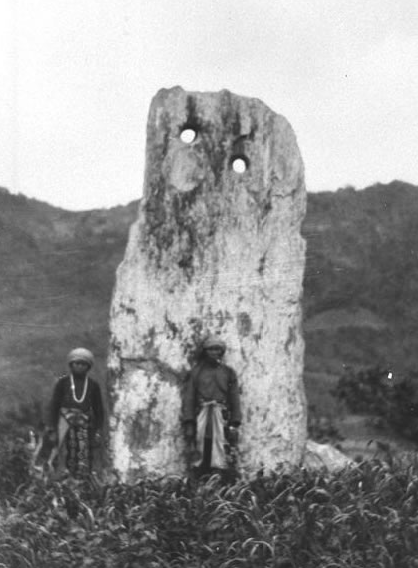
Monolito da Cultura Beinan.

No milênio seguinte, essas tecnologias apareceram na costa norte da ilha filipina de Luzon (250 km ao sul de Taiwan), onde e presumivelmente, línguas austronésias, foram adotados pela população local.
Esta migração criou um ramo da austronésia, as línguas malaio-polinésia, que, desde então, dispersou por uma vasta área de Madagascar para Havaí, Ilha de Páscoa e Nova Zelândia.
Todos os outros ramos primários de Austronésios são encontrados somente em Taiwan, como os da família Urheimat.
Os sucessores da cultura Dapenkeng de todo Taiwan foram localmente diferenciados. A cultura Fengpitou, caracteriza-se por uma cerâmica bem vermelha com cabo marcado, foi encontrado em Penghu e as regiões central e sul do lado oeste da ilha, e uma cultura com cerâmica semelhante ocupou as áreas costeiras do leste.
Estes mais tarde foram diferenciadas para o Niumatou e Cultura Yingpu no centro de Taiwan, a Niuchouzi e a Cultura Tahu no sudoeste, a Cultura Beinan no sudeste e na cultura Qilin no centro-leste.
A Cultura Yuanshan no Nordeste não parece estar estreitamente relacionado com estes. Alguns estudiosos sugerem que ela representa uma nova onda de imigração do continente, mas nenhuma cultura semelhante é conhecido a partir de lá.

## Idade do ferro
Artefatos de ferro e outros metais aparecram em Taiwan por volta do início da Era Comum. No início eram bens de comércio e troca, mas por volta de 400 dC o ferro forjado estava sendo produzido localmente usando técnicas de ferraria, uma tecnologia possivelmente introduzido a partir dos Filipinos.
Distintas culturas da Idade do Ferro foram identificados em diferentes partes da ilha: a Cultura Shihsanhang no norte, a Cultura Fanzaiyuan no noroeste do país, a Cultura Daqiuyuan nas montanhas do sudoeste da Condado de Nantou, a cultura Kanding no Centro-Oeste, o Niaosung Cultura no sudoeste, a Cultura Guishan na ponta sul da ilha, e os Jingpu Cultura, na costa leste.
Os primeiros produtos do comércio da China encontrado na ilha data da Dinastia Tang (618-907 dC).